# Капустянська сільська рада (Тростянецький район)
| Капустянська сільська рада — колишній орган місцевого самоврядування у Тростянецькому районі Вінницької області з адміністративним центром у с. Капустяни. Сільській раді були підпорядковані населені пункти: - с. Капустяни |

## Склад ради
Рада складалася з 18 депутатів та голови.

## Керівний склад сільської ради
| ПІБ                    | Основні відомості                                                         | Дата обрання | Дата звільнення |
| ---------------------- | ------------------------------------------------------------------------- | ------------ | --------------- |
| Дублюк Юлія Степанівна | Сільський голова, 1956 року народження, освіта, член народної партії      | 26.03.2006   | 31.10.2010      |
| Дублюк Юлія Степанівна | Сільський голова, 1956 року народження, освіта вища, член Партії регіонів | 31.10.2010   |                 |

Примітка: таблиця складена за даними джерела